# I marziani hanno 12 mani
I marziani hanno 12 mani, anche noto come Siamo quattro marziani, è un film del 1964 diretto da Castellano e Pipolo.
Film commedia satirica a sfondo fantascientifico, esordio alla regia cinematografica di Castellano e Pipolo.

## Trama
Quattro extraterrestri, X-1, X-2, X-3 e X-4, arrivano sulla Terra negli albori degli anni sessanta. Qui decidono di assumere fattezze umane per studiare in incognito i terrestri, ma finiscono con il farsi coinvolgere dalla "dolce vita" romana. Alla fine decideranno di non far più ritorno nel loro deprimente pianeta di origine.

## Accoglienza

### Critica
[...] Il cast, che riunisce affermate star della commedia e del varietà e divi nascenti, vale da solo il piacere dello spettacolo.»
(Fantafilm)